# Mikiko Hara
Mikiko Hara (原 美樹子), japonska fotografinja, * 1967, Tojama.
Hara je diplomirala na Univerzi Keio leta 1990, študij pa je nato nadaljevala na Tokijskem kolidžu za fotografijo, ki ga je dokončala leta 1996.
Hara večino fotografij posname s srednje formatno kamero, njeno glavno področje pa je ulična fotografija. Njeni glavni motivi so ljudje v urbanih središčih. Njen stil fotografije Ferdinand Brueggeman primerja z Rinko Kawauchi.

## Razstave

### Samostojne razstave
- Is as It. Gallery le Deco (Shibuya, Tokio), 1996.[3][4]
- Agnus Dei. Ginza Nikon Salon (Ginza, Tokio), 1998.[3][4]
- Utsuro no seihō (うつろの製法). Shinjuku Konica Plaza (Šindžuku, Tokio), 2001. The Third Gallery Aya (Osaka), 2001.[3][4][7]
- Hatsugo no shūen (発語の周縁). Guardian Garden (Ginza, Tokio), July 2004.[3][4][8]
- Hysteric Thirteen publication exhibition. Place M (Šindžuku, Tokio), avgust–september 2005.[3][4][9]
- Humoresque. Appel (Kjodo, Tokio), 2006.[3][4]
- Blind Letter. Cohen Amador Gallery (New York), 2007.[4][10]
- Kumoma no atosaki (雲間のあとさき). Galerija Tosei (Nakano, Tokio), maj 2008.[11]
- Blind Letter. Third District Gallery (Šindžuku, Tokio), junij 2010.[12]

### Ostale razstave
- Puraibētorūmu 2: Shin sekai no shashin hyōgen (プライベートルーム2 新世代の写真表現) = Private Room II: Photographs by a New Generation of Women in Japan. Contemporary Art Center, Art Tower Mito (Mito, Ibaraki), april–junij 1999.[3][4][13]
- Japan: Keramik und Fotografie: Tradition und Gegenwart. Deichtorhallen (Hamburg), januar–maj 2003.[14]
- Pingyao International Photography Festival (Pingjao, Kitajska), 2004.[3][4]
- Nichijō kara no tabi (日常からの旅). Šindžuku Epsite (Šindžuku, Tokio), november–december 2005. (japonsko)[3][4][15]
- Absolutely Private: Contemporary Photography, vol 4 = 私のいる場所 新進作家展vol.4 ゼロ年代の写真論. Tokyo Metropolitan Museum of Photography (Ebisu, Tokio), marec–april 2006.[3][4][16]
- A Private History. Fotografisk Center (Copenhagen), september 2007 – januar 2008.[3][4][17]
- Sangyō toshi Kawasaki no ayumi 100-nen (産業都市・カワサキのあゆみ100年). Kawasaki City Museum (Kawasaki), 2007.[3][4][18][19]
- Shashin no genzai, kako, mirai: Shōwa kara kyō made (写真の現在・過去・未来 昭和から今日まで). Yokohama Civic Art Gallery (Jokohama), december 2009.[3][20]
- Shibui: Six Japanese Photographers 1920s–2000. Stephen Cohen Gallery (Los Angeles), april–junij 2009.[21]
- In Focus: Tokyo. J. Paul Getty Museum (Los Angeles, California), avgust–december 2014.[22][23]

## Zbirke
- Bibliothèque nationale de France (Paris)[3][4][24]
- Getty Museum[3]

## Knjige
- Hysteric Thirteen. Tokyo: Hysteric Glamour, 2005.
- These Are Days. Tokyo: Osiris, 2014. ISBN 978-4-905254-04-1.[n 1]
- Change. New York: Gould Collection, 2016. ISBN 978-0-9973596-0-2. With a short story by Stephen Dixon, "Change." Edition of 500 copies plus 26 copies with a print.[n 2]